# Ledward Barracks
Die Ledward Barracks waren von 1945/46 bis 2014 eine Kaserne der US-Heeresgarnison Schweinfurt.
Als Adolf-Hitler-Kaserne (auch: Panzerkaserne) wurde diese Kaserne 1935/36 für die Wehrmacht erbaut und von ihr bis 1945 genutzt.
Als Alte Panzerkaserne wird der östliche, älteste Bereich der Kaserne bezeichnet, der bereits seit 1945 nicht mehr militärisch, sondern zivil genutzt wird.
Der Campus Ledward (früher: i-Campus) ist ein Hochschulcampus der Technischen Hochschule Würzburg-Schweinfurt (THWS) in Schweinfurt, der im Rahmen der US-Konversion auf dem Areal der einstigen Ledward Barracks aufgebaut wird.

## Lage
Das einstige 26,2 ha große Kasernenareal liegt im Nordwestlichen Stadtteil, ca. 1,5 km nordwestlich der Innenstadt. Das Areal liegt an der Niederwerrner Straße, einer Ausfallstraße zur A 71 in Richtung Erfurt und zur A 7 in Richtung Kassel. Das einstige Kasernenareal grenzt im Westen an das Sachs-Stadion, im Norden an die große Kleingartenanlage Alte Warte und im Osten an den Nordwestlichen Stadtteil (im engeren Sinn).

## Vormalige Nutzung

### Wehrmacht 1936–1945
1934 gab es einen Grundsatzbeschluss zur Errichtung einer Garnison der Wehrmacht in Schweinfurt. Von 1935 bis 1936 wurde in einer weitläufigen, streng geometrischen, städtebaulich klar strukturierten Anlage die Panzerkaserne errichtet.
Zunächst nutzte das 4. Panzerregiment des Heeres die Kaserne als Ausbildungsstätte für Panzerbesatzungen. Das Regiment war 1937/38 in Österreich im Einsatz. Danach zog das 36. Panzerregiment als Teil der 4. Panzerdivision, die 1938 im benachbarten Würzburg gegründet wurde, in die Kaserne. Sie wurde mit Ausnahme des dritten Blocks östlich des Ehrenhofs (Bau 203) an der Niederwerrner Straße, der nicht mehr aufgebaut wurde, im Krieg nicht zerstört.

### Flüchtlingslager und US-Konsulat 1945–1948
Die Panzerkaserne (ohne die teilzerstörte Alte Panzerkaserne) diente von 1945 bis 1948 als Notunterkunft für Flüchtlinge aus Estland, Litauen, Jugoslawien und Polen. Insgesamt lebten damals etwa 9000 Menschen in der Kaserne, die auch das US-Konsulat beherbergte.

## Ledward Barracks 1946–2014

### Geschichte
Nach dem Einmarsch der 42. Division der Seventh United States Army (7. US-Armee) in Schweinfurt am 11. April 1945 besetzte diese sofort die Panzerkaserne. Sie wurde zu Ehren von Oberstleutnant William J. Ledward am 19. Oktober 1946 Ledward Barracks genannt. Er war Befehlshaber des 27. Artilleriebataillons und fiel 1944 in Italien.
1948 wurde die Kaserne komplett von der US-Army übernommen. In das zentrale Verwaltungsgebäude am Ehrenhof zog das Hauptquartier der neu gegründeten US-Heeresgarnison Schweinfurt ein. In der siebzigjährigen, amerikanischen Geschichte der Kaserne waren dort unzählige Einheiten, mit einer Vielzahl von Aufgaben, stationiert. Die Ledward Barracks waren ein Standort des mobilen Flugabwehrraketensystems MIM-23 HAWK. 
Nach Ende des Kalten Krieges durfte Jedermann, auch mit Auto, ohne Kontrolle in die Kaserne und Lokale und Veranstaltungen besuchen. Mit den Terroranschlägen am 11. September 2001 änderte sich die Lage schlagartig. Die Kaserne wurde für Außenstehende unbetretbar. Das einstige Haupteinfahrtstor an der Niederwerrner Straße wurde zur Nebenzufahrt (South Gate). Am Kasernenweg, in der Nordwestecke der Kaserne (Richtung Yorktown Village), am Ende der Ross Street, wurde eine neue Hauptzufahrt (Main Gate) errichtet. Sie besaß vier Fahrspuren, mit überdachtem Checkpoint (Security Gate), in Ausmaßen von Grenzkontrollanlagen an Staatsgrenzen, die beispielsweise den Checkpoint Charlie an der einstigen Berliner Mauer übertraf.

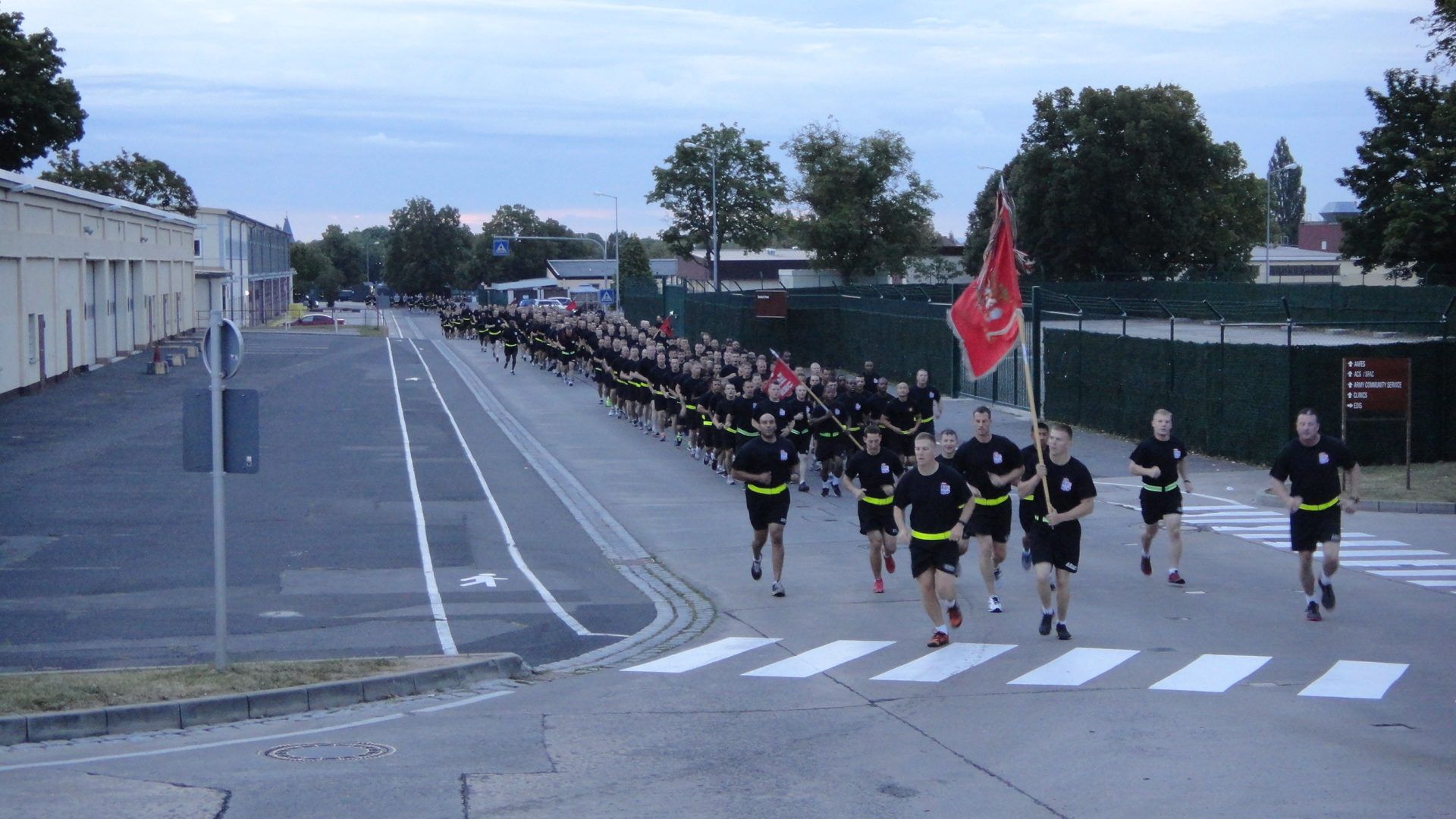
9th Engineer Battalion Run 2012
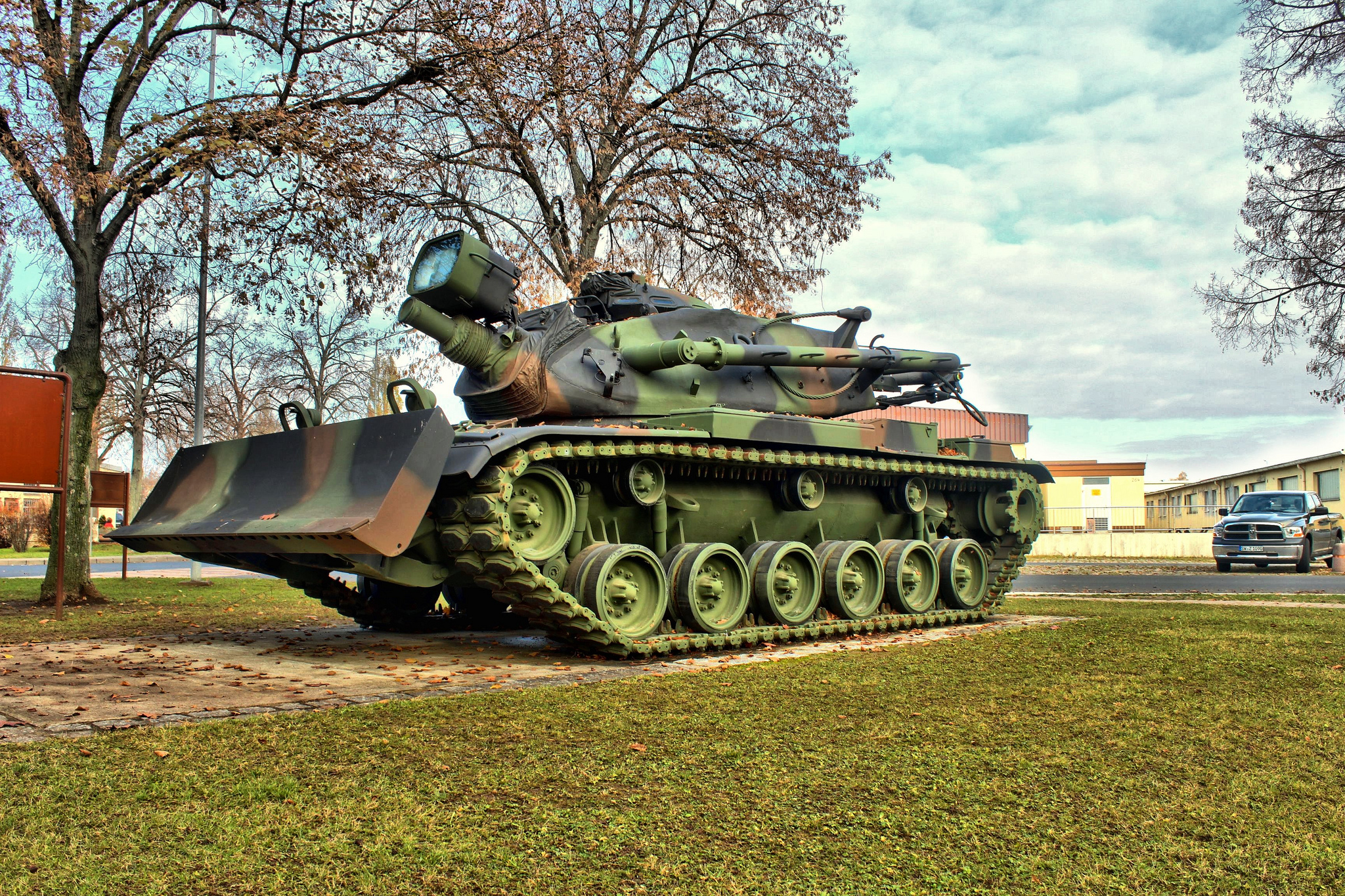
Panzer-Denkmal im Jahre 2012
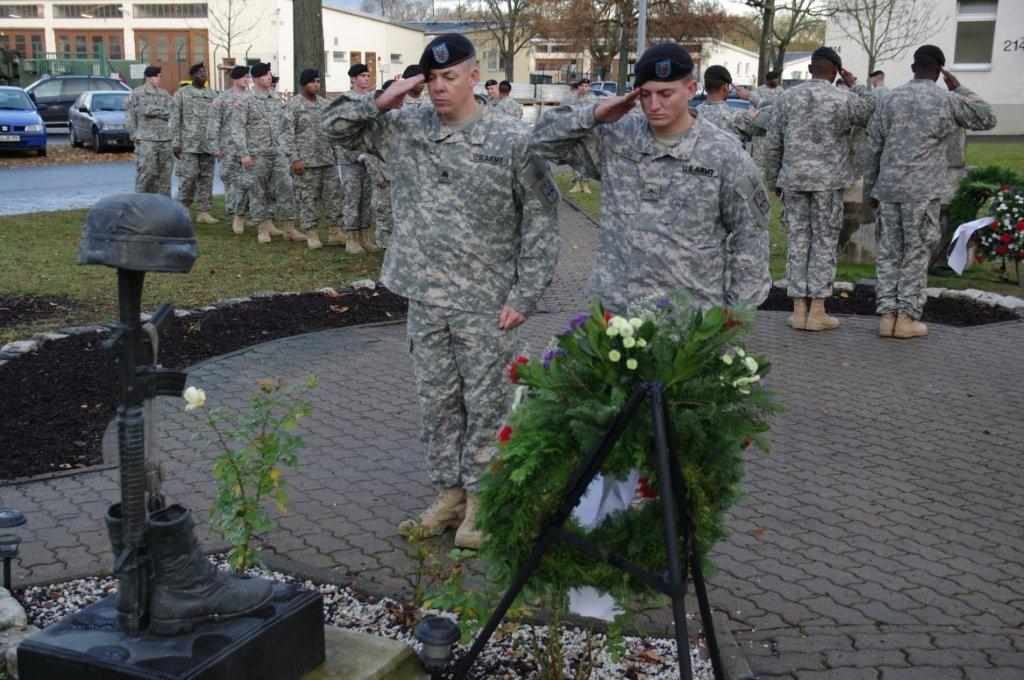
Fallen Soldier Memorial im Jahre 2013

Siehe auch: Amerikanische Luftverteidigung in Deutschland

### Zentrum für 12.000 Amerikaner
Die Ledward Barracks besaßen ca. 14 Truppenunterkunftsgebäude und insgesamt über 50 Gebäude und Einrichtungen. 1991 wurde das 3rd Squadron der 4th Cavalry von den Ledward in die Conn Barracks der USAG Schweinfurt verlegt. Die Ledward Barracks waren seitdem militärisch ausgedünnt und dienten nun in ihrer Hauptfunktion den zeitweise bis zu 12.000 Amerikanern als Verwaltungs-, Versorgungs- und Freizeitzentrum, in dem nur der US-Dollar als Währung akzeptiert wurde. Die Kaserne besaß im Laufe der Zeit die Infrastruktur einer amerikanischen Kleinstadt mit Kirche, Postamt, Klinik, Kaufhaus, Kino, Bank, Autohandel, Versicherungen und Lokalen sowie Haltestellen US-interner Buslinien zu den anderen Schweinfurter US-Arealen und nach Bad Kissingen, einem einstigen US-Standort, der weiterhin als amerikanischer Wohnort diente.

AAFES Logo

Das Kaufhaus wurde vom Army & Air Force Exchange Service (AAFES) betrieben, einer Konsumgüterversorgungskette mit eigenen Ladengeschäften des US-amerikanischen Verteidigungsministeriums, die u. a. der Versorgung der US-Army dienten. Die Waren im Kaufhaus, den sogenannten „PX“ (Post Exchange), auch „BX“ (Base Exchange) waren steuerfrei, weshalb ausschließlich Militärangehörige Zutritt erhielten.
Die rechtwinklig verlaufenden Straßen in den Ledward Barracks wurden nach dem Vorbild und der Systematik Manhattans als Avenues und Streets bezeichnet. Die beiden 600 m langen Haupt- bzw. Längsstraßen hießen Murray Avenue und Marne Avenue (heute: Carus-Allee). Die Querstraßen und kürzeren Längsstraßen hießen Peden Street, Cobble Street und Ross Street. Die beiden parallelen, gegenläufigen Einbahnstraßen (Einfahrts- und Ausfahrtsstraße) von und zur Niederwerrner Straße, einer großen Ausfallstraße, hießen Gibson Road und Sqires Road. Die Bezeichnungen der Straßen wiesen somit auf ihre unterschiedlichen Funktionen hin.

### Abzug der US-Army 2014
2014 wurden die US-Streitkräfte komplett aus Schweinfurt abgezogen (siehe: U.S. Army Garrison Schweinfurt#Auflösung der Garnison). Nach dem Abzug stand unter anderem die Ledward-Kaserne für die Stadtentwicklung als US-Konversionsfläche zur Verfügung. Die Kaserne ging zunächst, Ende 2014, in den Besitz der Bundesanstalt für Immobilienaufgaben (BImA), von der am 26. Februar 2015 die Stadt Schweinfurt die Kaserne für 9,1 Millionen Euro erwarb.

## Brönnhof 1936–2014
Zeitgleich mit der Panzerkaserne wurde 1936 auch der Brönnhof als Übungsplatz für die Wehrmacht eröffnet. Nach einer Unterbrechung der militärischen Nutzung diente er seit den 1960er Jahren als Standortübungsplatz der US-Heeresgarnison Schweinfurt. Er war durch die rund 10 km lange heute noch bestehende Heeresstraße mit den Ledward Barracks verbunden.

## Nachnutzung

### Flüchtlingseinrichtungen
Einen stadtauswärtig gelegenen Teil der Kaserne, an der südwestlichen Ecke der Areals, vermietete die Stadt Schweinfurt 2015 für vier Jahre und insgesamt 2,5 Millionen Euro an den Freistaat Bayern. Am 1. Juni 2015 wurde hier eine Aufnahmeeinrichtung (auch: Erstaufnahmeeinrichtung) für Flüchtlinge eröffnet.
Aufgenommene Personen in der Aufnahmeeinrichtung (AE):
- 2015 (1.6.–31.12.): 16.521[6]
- 2016 (Gesamtjahr): 3.392[6]
- 2017 (Gesamtjahr): 2.222[6]

Die Aufnahmeeinrichtung wurde 2018 vorübergehend in ein Ankerzentrum gleicher Kapazität (maximal 1.460 Flüchtlinge) umgewandelt und im Mai 2019 in die Conn Barracks, auf das Gebiet der Vorortgemeinde Niederwerrn verlegt. Von 2019 bis 2021 gab es im Bereich der Stadt Schweinfurt keine Aufnahmeeinrichtungen für Flüchtlinge mehr.
Im März 2022 wurde im Zuge der russischen Invasion der Ukraine auf dem Gelände der früheren Aufnahmeeinrichtung eine städtische Unterkunft für ukrainische Kriegsflüchtlinge eingerichtet. Sie hat eine maximale Kapazität von 650 Wohnplätzen und verfügt über eine eigene Kinderbetreuungseinrichtung auf dem Areal der früheren Ledward Barracks.

### Carus-Park seit 2017
Im Jahre 2017 wurde das Areal der Ledward Barracks von der Stadt Schweinfurt in Carus-Park umbenannt. Seitdem entsteht hier ein neues Stadtviertel für Forschung, Wissenschaft, Lehre sowie für studentisches Wohnen und Freizeit. Hauptnutzer des Carus-Parks ist die Technische Hochschule Würzburg-Schweinfurt (siehe Artikel-Einleitung).

## Alte Panzerkaserne
Östlich der Adolf-Hitler-Kaserne (späteren Ledward Barracks) wurde unmittelbar zuvor eine Panzerkaserne errichtet. Im weiteren Sinn wird sie der westlichen Panzerkaserne zugerechnet, aber auch eigenständig als Alte Panzerkaserne bezeichnet. Sie war 10 ha groß und besaß einen Schießplatz, die sogenannte Gabst. Es ist die älteste Kaserne (bzw. Kasernenteil) von insgesamt drei Kasernen des Militärstandortes Schweinfurt. Sie liegt östlich der Franz-Schubert-Straße, relativ innenstadtnah und wurde im Zweiten Weltkrieg teilweise stark zerstört und danach nicht mehr militärisch, sondern nur noch zivil genutzt.
Im einstigen Kasernenareal befindet sich seit der früheren Nachkriegszeit im Südwesten das Domizil der Stadtwerke Schweinfurt, mit Verwaltung und Omnibusdepot. Im mittleren Bereich wurde 1966 ein großer, neuer Komplex für die Mercedes-Benz-Niederlassung Schweinfurt eröffnet, bis schließlich 2015 Mercedes in einen noch größeren, neuen Komplex im Maintal umzog. In der Nordostecke des Kasernenareals entstand um 1970 eine Wohnanlage, mit einem Hochhaus und zwei Punkthäusern.